# AI Challenge
AI Challenge (englisch Artificial Intelligence), auch Google AI Challenge, war ein zwischen 2009 und 2011 vom Computer Science Club der University of Waterloo veranstalteter und vom US-amerikanischen Unternehmen Google Inc. gesponserter Programmierwettbewerb.

## Ablauf
Der Schwerpunkt des Wettbewerbs lag im Bereich der künstlichen Intelligenz, die Teilnehmer traten mit einem Bot gegen Bots anderer Teilnehmer an. Die Computerprogramme, welche auf verschiedenen Algorithmen basierten, versuchten sich in den angesetzten Spielpaarungen eines Wettbewerbs gegenseitig zu besiegen. Die Programmierer konnten im Laufe des Wettbewerbs ihren Bot anpassen, hatten aber während des Spielverlaufs keine Möglichkeit ins Spielgeschehen einzugreifen. Die Anzahl an Bots, die an einem Spiel gleichzeitig teilnahmen war hierbei variabel.
Die Auswahl der Programmiersprache für das Computerprogramm war frei wählbar, es existierten meistens vorgefertigte Programme („Starter Packages“) in verschiedenen Programmiersprachen, welche beliebig modifiziert werden konnten.
Die Zusammensetzung der Spielpaarungen sowie die Wertung der Spiele erfolgten seit Herbst 2011 mit dem von Microsoft Research entwickelten Verfahren TrueSkill, zuvor wurde dies anhand der Elo-Wertung ermittelt.
In der Regel veröffentlichten die Sieger in einem sogenannten „Post Mortem“ ihre Vorgehens- und Funktionsweisen sowie den Quelltext ihres Programms.

## Wettbewerbe
| Nr. | Zeitraum      | Spiel               | Sieger     | Anzahl der Teilnehmer |
| --- | ------------- | ------------------- | ---------- | --------------------- |
| 1   | Herbst 2009   | Rock-Paper-Scissors | amstan     |                       |
| 2   | Frühling 2010 | Tron Light Cycles   | a1k0n      |                       |
| 3   | Herbst 2010   | Planet Wars         | Bocsimackó | 4.600                 |
| 4   | Herbst 2011   | Ants                | xathis     | 7.900                 |

### Ants
Im Herbst 2011 fand Ants, der vierte Wettbewerb, mit 7.897 Teilnehmern statt. Von Oktober bis zum 19. Dezember konnten die Teilnehmer ihre Programme untereinander testen lassen und neue Versionen ihres Bots, für das am 24. Dezember endende Finale, hochladen.
Ziel des Spieles ist es mit den eigenen Ameisenkolonien die Ameisenhügel der Gegner, durch Betreten des Hügels, zu zerstören. Durch das Zerstören eines gegnerischen Hügels erhält der Spieler zwei Punkte, für den Verlust eines eigenen, einen Punkt Abzug.
Durch Sammeln von Futter erhöht sich die Population der Ameisen, welche aus den eigenen Hügeln herauskommen. Begegnen sich auf dem Spielfeld Ameisen unterschiedlicher Kolonien so kommt es zum Kampf bei einem Duell sterben beide Ameisen, bei Überzahl stirbt nur die Ameise in Unterzahl.
Die Spielfelder, Laufwege und Futterstationen sind zufällig angeordnet; um allen Bots gleiche Chancen zu gewähren, erfolgt die Anordnung symmetrisch.
An einem Spiel nehmen zwei bis zehn Spieler teil, für das Ausführen eines Spielzuges hat jedes Programm eine halbe Sekunde Zeit, die Spielzüge aller teilnehmenden Programme erfolgen simultan. Die Dauer eines Spieles beläuft sich hierbei auf maximal 1.000 Züge, sofern ein Spieler nicht zuvor alle gegnerischen Hügel zerstört hat.